# Jelenérték
A jelenérték (angolul present value, rövidítve PV) a pénz időértékét kifejező közgazdaságtani fogalom. Kifejezi, hogy jövőben egy egységnyi pénz ma hány egységnyit ér. Fordított logikával hasonló fogalomhoz, a pénz jövőértékéhez juthatunk: ma egy egységnyi pénz adott idő elteltével mennyit fog érni.

## Jelenérték kiszámítása
A jelenérték kiszámítása során az időszakra jellemző kamattal diszkontáljuk a pénzt.
Amennyiben a T. időszakban esedékes egyetlen kifizetésünk van:
{\displaystyle {PV}={\frac {C}{(1+r_{1})\cdot (1+r_{2})\cdot ...\cdot (1+r_{T})}}={\frac {C}{\displaystyle \prod _{t=1}^{T}(1+r_{t})}}}
Ha a T. időszakig tartó folyamatos pénzáramlásunk van:
{\displaystyle {PV}=\sum _{t=1}^{T}{\frac {C_{t}}{(1+r_{t})^{t}}}}
{\displaystyle {\text{Ahol:}}}
{\displaystyle {C_{t}}{\text{: a jövőben esedékes pénzmennyiség}}}
{\displaystyle {r_{t}}{\text{: a t lejáratú, hasonló kockázatú befektetések elvárt hozama (effektív kamatszámítás esetén) }}}
Ha a kamatot (elvárt hozamot) minden időszakban ugyanannyinak feltételezzük, akkor a következő módon egyszerűsödik a jelenérték kiszámítása:
Egy kifizetés esetén:
{\displaystyle PV={\frac {C}{(1+r)^{t}}}}
Pénzáramlás esetén:
{\displaystyle {PV}=\sum _{t=1}^{T}{\frac {C_{t}}{\left(1+r\right)^{t}}}}

## Jövőérték kiszámítása
A jövőérték (angolul future value, rövidítve FV) kiszámítása a fenti gondolatmenetet követve egyszerűen következik. A mai egységnyi pénz T időszak múlva esedékes értéke:
{\displaystyle {FV}={C}\cdot (1+r_{1})\cdot (1+r_{2})\cdot ...\cdot (1+r_{t})={C}\cdot \prod _{t=1}^{T}(1+r_{t})}
{\displaystyle {\text{Ahol:}}}
{\displaystyle {C}{\text{: a most rendelkezésre álló pénzmennyiség}}}
{\displaystyle {r_{i}}{\text{: az i. időszak kamata (effektív kamatozás)}}}
Az előző esethez hasonlóan, ha változatlan kamatot tételezünk fel, akkor a jövőérték a következő formában adható meg:
{\displaystyle {FV}={C}\cdot (1+r)^{t}}